# سید حسن زعیم
میرزا سیّد حسن خان زعیم یا سیّد حسن زعیم کاشانی (زاده ۱۲۷۰ کاشان - درگذشته تیر ۱۳۲۹ کاشان) نماینده مجلس شورای ملی بود.

## زندگی
سیّد حسن خان زعیم درمحله دروازه فین کاشان به دنیا آمد که بازارچه خانوادگی زعیم در آن واقع بود یا به روایت دیگر در محله درب اصفهان. پدرش سید صادق دهدار و باغدار بود و با برادرش سید نصرالله به تولید و بازرگانی تنباکو اشتغال داشت.
سید حسن خان تحصیلات خود را در کاشان آغاز کرد و در تهران ادامه داد. و وارد وزارت مالیه شد. در دوره چهارم همراه با دایی‌اش میرزا نصرالله خان جلیل‌الملک به نمایندگی از کاشان به مجلس شورای ملی رفت. در این دوره به سبب تلاش برای حل مسالمت‌آمیز بحران شیخ خزعل، میان مردم خوزستان محبوبیت یافت  و در دوره پنجم نماینده شوشتر شد. 

### استیضاح رضاخان
زعیم در مجلس جزو جناح اقلیت مخالف سردارسپه بود و پس از آنکه با کشته شدن کنسول امریکا در تهران، سردارسپه در پایتخت حکومت نظامی برقرار و عده‌ای را توقیف و روزنامه‌ها را تعطیل کرد، همراه با سید حسن مدرس و ملک‌الشعرای بهار، سید ابوالحسن حائری‌زاده، حاجی اسماعیل عراقی. میرزا علی کازرونی و احمد اخگر، طرح استیضاح سردارسپه را در هفتم امرداد ۱۳۰۳ به مجلس داد. موارد استیضاح عبارت بود از: «سوء سیاست نسبت به داخله و خارجه، قیام و اقدام بر ضد قانون اساسی و حکومت مشروطه و توهین به مجلس شورأی ملی، تحویل ندادن اموال مقصرین و غیره به خزانه دولت». صبح ۲۸ امرداد که قرار بود رضاخان و اعضای دولتش در مجلس حاضر و استیضاح شوند، هوادارانش جلو مجلس جمع شدند و هنگامی که مدرس رسید، به او هجوم بردند و در تعقیبش وارد مجلس شدند. داخل مجلس نیز، نمایندگان هوادار رضاخان به مدرس حمله کردند که باعث تشنج و تعطیل جلسه و عقب افتادن آن به عصر شد. هنگامی که مدرس از مجلس بیرون رفت، باز هم جمعیت هوادار رضاخان به او و میرزا علی کازرونی نماینده بوشهر حمله و هر دو را بشدت لت و کوب کردند. مدرس بناچار به مدرسه سپهسالار (شهید مطهری کنونی) در همسایگی مجلس پناه برد. به حائری‌زاده نماینده یزد هم حمله فیزیکی شد که او به خانه علی اکبر داور نماینده لارستان پناه برد. در جلسه عصر، مدرس و کازرونی و حائری زاده به مجلس نیامدند و ملک‌الشعرای بهار به نمایندگی از استیضاح‌کنندگان در مجلس حاضر و نطقی در اعتراض به وقایع آن روز کرد که با طعنه و مخالفت نمایندگان اکثریت، از جمله سلیمان میرزا روبرو شد. در نتیجه، ملک‌الشعرا و همفکرانش تصمیم گرفتند استیضاح مسکوت گذاشته شود اما رضاخان از مجلس رأی اعتماد خواست و گفت: «برای دولت تکلیف لازم است. اگر اقلیت هر روز به یک عنوانی اسباب زحمت دولت را فراهم کند برای دولت پیشرفت ندارد ... دولت متکی به اکثریت است، اگر اکثریت دارد برود عقب خدمت خودش و اگر هم ندارد تکلیف خودش را بفهمد ... رأی اعتماد با هر چه می‌خواهید بگیرید. با سیاه سفید. قرمز، هر چه می‌خواهید بگیرید. تقاضای ما معین شدن تکلیف ماست». با خروج نمایندگان اقلیت از جلسه، نمایندگان به اتفاق به دولت رضاخان رأی اعتماد دادند. 

### تبعید
انتخابات دوره ششم مجلس پس از به سلطنت رسیدن رضاشاه انجام گرفت و زعیم این بار از کاشان نامزد نمایندگی شد. به سبب بروز دوستگی و اختلاف و درگیری، انتخابات با مشکل روبرو شد و ناظران حاضر به تأیید صحت انتخابات نبودند. سرانجام زعیم رآی آورد و چند ماه پس از آغاز کار به مجلس، به مجلس راه یافت. او که از دوره چهارم از مخالفان رضاشاه بود، پس از پایان این دوره به سبب انتقادهایش از رضاشاه به روستای دروس شمیران تبعید شد. زعین در سال ۱۳۰۸ دستگیر و زندانی می‌شود و پس از آزادی با تلاش بسیار اجازه خروج از ایران گرفته و به اروپا و فرانسه می‌رود. او درآنجا دکانی باز کرده و به امر خواربار فروشی اشتغال می‌دارد.

### مرگ مشکوک
زعیم در سال ۱۳۲۵ به ایران بازگشت و به مبارزات سیاسی ادامه داد. در تهران در خانه بانو پری شیبانی که از خویشان مادرش بود، در کوچه درویش خیابان صفی علیشاه مقیم شد. او در دوره قوام وارد عرضه سیاسی شده و در ایجاد حزب وحدت مشارکت می‌کند.
زعیم درانتخابات دوره شانزدهم مجلس شورای ملی (سال ۱۳۲۸) از تهران نامزد شد اما پیش از انتخابات درگذشت.
سیدحسن زعیم در امامزاده پنجه شاه کاشان به خاک سپرده شد. او پسر عمه سید ابوالقاسم کاشانی بود و با الهیار صالح نیز خویشاوندی داشت.  کورش زعیم عضو سابق شورای مرکزی جبهه ملی ایران و عضو هیئت رهبری جبهه ملی ششم و سیامک زعیم عضو اتحادیه کمونیستهای ایران نوه‌های برادر اوهستند.